# عواماء (عمران)
عواماء هي إحدى قرى الجمهورية اليمنية. تتبع جغرافيا لمحافظة عمران وإداريًا لمديرية العشة. يبلغ تعداد سكانها 3982 نسمة حسب الإحصاء الذي أجري عام 2004.